# 38044 Michaellucas
38044 Michaellucas este o planetă minoră (asteroid), cu un diametru de 1,624 km, din centura de asteroizi. A fost descoperită pe 19 septembrie 1998 la Stația Anderson Mesa de Lowell Observatory Near-Earth-Object Search. 
Obiectul prezintă o orbită caracterizată de o semiaxă mare de 1,9334041 UAi, o excentricitate de 0,01, o înclinație de 20,86967 ° în raport cu ecliptica.